# Zeche Sternberg
Die Zeche Sternberg ist ein ehemaliges Steinkohlenbergwerk im Bochumer Stadtteil Stiepel, Ortsteil Mark. Das Bergwerk war auch unter den Namen Zeche Sternberger Stolln, Zeche Sternberg Gerichts Stiepel und Zeche Sternbergerbanck bekannt. Das Bergwerk befand sich im Bezirk des Gerichtes Stiepel.

## Bergwerksgeschichte

### Die Anfänge
Am 7. November des Jahres 1750 wurde die Mutung für den Abbau eines Flözes im Rombergssiepen beim Bergamt Bochum eingelegt. Als Muter traten auf der Malteserritter und Oberst Freiherr Küchenmeister von Sternberg und Dr. Funke. Am 7. November des Jahres 1750 wurden das Längenfeld Sternbänke verliehen. Die Verleihung war für den Abbau von vier Flözen bestimmt.  Als Gewerken wurden die beiden Muter in den Mutungsunterlagen eingetragen. Nach der Verleihung wurde ein Stollen im Rombergs Siepen angelegt. Das Stollenmundloch befand sich am Abzweig nach der Rauterdelle. Im Jahr 1754 wurde das Bergwerk in Fristen gelegt, Grund für die Fristung war Absatzmangel. Im darauffolgenden Jahr wurde das Bergwerk wieder in Betrieb genommen. Im Jahr 1762 wurde eine erneute Mutung eingelegt. Im Jahr darauf wurde die Schachtförderung in einem tonnlägigen Schacht durchgeführt. Als Antriebsmaschine diente eine Handwinde. Es war zu diesem Zeitpunkt ein 1 1/8 Lachter mächtiges Flöz in Verhieb, deren Kohlen gut backend waren.  Da der Absatz der geförderten Kohlen in diesem Jahr offenbar sehr schlecht war, wurde auch nur geringfügig Abbau betrieben. Außerdem wurde das Bergwerk in diesem Jahr mehrfach in Fristen gelegt.

### Der weitere Betrieb
Im Jahr 1764 war das Bergwerk nachweislich in Betrieb. Im Jahr 1767 fand kein Betrieb statt. In den Jahren 1768 und 1769 war das Bergwerk wieder in Betrieb. Auch im Jahr 1770 war das Bergwerk wieder in Betrieb, in diesem Jahr wechselte der Besitzer des Bergwerks. Am 18. Januar des Jahres 1771 waren als Gewerken Johann Arnold Eymann, Henrich Jürgen Tiggemann und Peter Hülsenbeck in die Unterlagen des Bergamtes eingetragen. Die Gewerken hatten eine unterschiedlich hohe Anzahl an Kuxen. Im Jahr 1772 war das Bergwerk in Betrieb, zu diesem Zeitpunkt waren bereits fünf Flöze aufgeschlossen. Im Jahr 1775 wurde das Bergwerk nur in den Unterlagen genannt. Im Jahr 1778 war das Bergwerk in Betrieb. Im Jahr 1783 lag das Bergwerk schon mehrere Jahre in Fristen. Vom Schacht im Osten ausgehend war bereits eine kurze Grundstrecke aufgefahren worden. Im Jahr 1784 war das Bergwerk wieder in Betrieb. Die Grundstrecke war mit zwei Bergleuten belegt. Für die Auffahrung der Strecke war ein Hauer und für die Förderung war zusätzlich ein Schlepper anwesend. Die Grundstrecke hatte in der Jahresmitte 1784 bereits eine Auffahrungslänge von 30 Lachtern. Außerdem hatte man zwischen zwei Schächten ein oberes Ort aufgefahren, um die anstehenden Kohlen abzubauen. Auch dieses Ort war mit einem Hauer und einem Schlepper belegt.
Abgebaut wurde die Kohle im Firstenbau. Von diesem Abbaubetrieb wurden etwa 3,8 Tonnen Steinkohle gefördert. Zusammen mit der Streckenauffahrung der Grundstrecke wurden von den vier Bergleuten pro Tag 6,6 Tonnen Steinkohle gefördert. Die Förderung der abgebauten Kohlen erfolgte über den Förderschacht. Über Tage wurden die Kohlen vom Schacht aus über einen Schiebeweg, bestehend aus hölzernen Laufbrettern, bis zur Kosthauser Niederlage, einer Kohlenniederlage an der Ruhr, geschoben. Am 1. Juni des Jahres 1784 wurde das Bergwerk durch den Leiter des märkischen Bergreviers, den Freiherrn vom Stein, befahren. Die Zeche Sternberg war das zweite Bergwerk, welches vom Stein auf seiner Reise durch das märkische Bergrevier befuhr. Vom Stein machte in seinem Protokoll Angaben über den Zustand des Bergwerks und der Leistung und Bezahlung der dort beschäftigten Bergleute. Vom Stein bemängelte den übertägigen Transport der abgebauten Kohlen mittels Schiebekarre zur Kohlenniederlage und die damit verbundenen hohen Kosten von 2½ Stüber pro Ringel Kohle. Aus diesem Jahr stammen auch die einzigen bekannten Förderzahlen des Bergwerks, es wurde 11.667 Ringel Steinkohle gefördert. Im Jahr 1786 wurde bereits 700 Meter östlich vom Stollen abgebaut. Der Abbau reichte somit bis zur heutigen Gahlenschen Straße. Im Jahr 1787 wurde der Betrieb eingestellt.

### Die letzten Jahre
Im Jahr 1790 wechselte erneut der Besitzer des Bergwerks und das Bergwerk wurde wieder in Betrieb genommen. Im selben Jahr wurde ein Schiebekarrenweg zur Ruhr erstellt. Im Jahr 1796 wurde im Bereich von Schacht 6 abgebaut. Im Jahr 1799 betrug die Länge des Stollens 191 Meter. Da die Gewerken ständig Zubußen bezahlen mussten, wurde das Bergwerk im Oktober desselben Jahres erneut stillgelegt. Im Jahr 1824 kam es zu einem erneuten Besitzerwechsel. Am 4. März desselben Jahres wurde das Bergwerk wieder in Betrieb genommen, der alte Stollen wurde aufgewältigt und anschließend weiter aufgefahren. Im Laufe des Jahres 1825 wurde zunächst noch eigenständig Abbau betrieben. Am 13. Dezember desselben Jahres vereinigte man die Zeche Sternberg mit weiteren Zechen zur Zeche Carl Friedrich’s Erbstollen.